# Carlos Bisso
Carlos Bisso (n. 8 de abril de 1942 en Buenos Aires; m. el 14 de noviembre de 2005 en Tigre, Provincia de Buenos Aires) fue un cantante de rock, muy conocido en la Argentina en la décadas del 60 y del 70 con su banda Carlos Bisso y su Conexión N.º 5.

## Biografía
En la segunda mitad de la década del 60 Carlos Bisso integró como vocalista una banda llamada Conexión N.º 5, formada también por Raúl "Cuervo" Tórtora (batería), Marcelo Trull (guitarra), Mario Ricciardelli (teclado) y Rubén Blanco (bajo). 
Por diferencias con el grupo, Carlos Bisso se separó en 1970 para continuar con su propia banda, Carlos Bisso y su Conexión N.º 5, mientras que la banda original continuó con Amadeo Álvarez (exmiembro de Los "In") como vocalista.
Aunque Bisso cantaba poco en español, su banda se caracterizó por su calidad y la de los músicos que la integraban. El grupo, además del propio Carlos Bisso en voz líder, estaba integrado por Bu Gathu (bajo), Carlos Franzetti (órgano y piano), Osvaldo Adrián López (batería) y Juan "Gamba" Gentilini (guitarra). También lo integraron -brevemente- Norberto “Pappo” Napolitano y David Lebón, además de recurrir en el segundo álbum a la instrumentación de Rodolfo Alchourron y su orquesta.
Carlos Bisso se caracterizó por su fuerte voz grave, pero también por una imagen rockera, usando campera de cuero negra, patillas y unos enigmáticos guantes de cuero negro, que dieron origen a gran cantidad de versiones.
Conexión N.º 5 realizaban principalmente covers de exitosos temas del rock internacional, obteniendo sus propios hits nacionales. Entre las canciones que fueron éxitos en la versión de Conexión N.º 5 se puede mencionar a Orgullosa Mary, Baby Come Back, Sing Sing Barbara, Acuario, deja que entre el sol, Dong Dong Diki Diki Dong y Venus. Aunque pocos, la banda hizo temas propios como Mundo de Odio, compuesto por el propio Carlos Bisso, y una rara versión en inglés de Muchacha (Ojos de papel), de Luis Alberto Spinetta. 
Carlos Bisso y su conjunto publicaron tres álbumes y varios sencillos, entre 1969 y 1971. 
En 1971 ganó el "Primer Festival de la Canción Argentina Para el Mundo", realizado en el Luna Park, con el tema Qué difícil es vivir entero.
En 1971 actuó en el cortometraje Los buenos sentimientos, dirigido por Bernardo Borenholtz.

## Discografía
- Álbumes
  - Conexión Nº 5 (1968)
  - Carlos Bisso con su Grupo Conexión Nº 5 (1969)
  - Carlos Bisso y su Conexión Número Cinco (1970)
  - Carlos Bisso. Americano soy (1973)